# Muzeum Pożarnictwa w Szczuczynie
Muzeum Pożarnictwa w Szczuczynie – muzeum z siedzibą w Szczuczynie. Placówka jest prowadzona przez tutejszą Ochotniczą Straż Pożarną.
Muzeum powstało w 1982 roku, a jego siedzibą są pomieszczenia dawnej remizy strażackiej, powstałej w 1892 roku. W placówce prezentowane są eksponaty związane z historią straży pożarnej w Szczuczynie, powołanej do życia pod koniec 1882 roku. Wśród zbiorów znajdują się m.in. dawne dokumenty, zdjęcia, wyposażenie i ubiory strażackie. 
Muzeum jest obiektem całorocznym, czynnym od wtorku do soboty. 